# Fivelandia 21
Fivelandia 21 è una raccolta di sigle di programmi per bambini in onda sulle reti Mediaset pubblicata nel 2003.

## Tracce
1. Doredo Doremì (Alessandra Valeri Manera/Max Longhi, Giorgio Vanni) 2:59
2. BeyBlade VForce (A. Valeri Manera/M. Longhi, G. Vanni) 2:47
3. L'ispettore Gadget (A. Valeri Manera/C. Carucci) 3:20
4. Yu-Gi-Oh! (A. Valeri Manera/M. Longhi, G. Vanni) 2:55
5. Una miss scacciafantasmi (A. Valeri Manera/M. Longhi, G. Vanni) 3:15
6. Dragon Ball Saga (A. Valeri Manera/M. Longhi, G. Vanni) 2:14
7. Belfagor (A. Valeri Manera/A. Galbiati) 3:07
8. Un'avventura fantastica (A. Valeri Manera/A. Galbiati) 3:11
9. Zorro (A. Valeri Manera/C. Carucci) 3:21
10. Pokemon: The Master Quest (A. Valeri Manera/M. Longhi, G. Vanni) 2:45
11. Yui, ragazza virtuale (A. Valeri Manera/M. Longhi, G. Vanni) 4:01
12. Sherlock Holmes indagini dal futuro (A. Valeri Manera/C. Macrì) 3:37
13. Hamtaro ham ham friends (A. Valeri Manera/M. Longhi, G. Vanni) 3:14
14. Gladiator's Academy (A. Valeri Manera/M. Longhi, G. Vanni) 2:51
15. Il libro della giungla (A. Valeri Manera/C. Carucci) 3:07
16. L'incredibile Hulk (A. Valeri Manera/M. Longhi, G. Vanni) 3:12
17. Quella strana fattoria (A. Valeri Manera/Franco Fasano) 4:00
18. Dabadabady Casper (A. Valeri Manera/V. Draghi) 3:41

## Interpreti e cori
- Cristina D'Avena (n. 1-3-5-7-8-9-10-11-12-13-14-15-17-18)
- Cristina D'Avena e Giorgio Vanni (n. 10)
- Giorgio Vanni (n. 2-4-6-16)
- I Piccoli Cantori Di Milano diretti da Laura Marcora - cori
- I Piccoli Artisti Accademia New Day diretti da Cristina Paltrinieri - cori (solo tracce 7-8-10-12)
- Gisella Cozzo, Giuseppe Dettori, Marco Gallo, Cristina Paltrinieri, Nadia Biondini, Antonio Galbiati, Giorgio Vanni, Roberto Oreti, Silvio Pozzoli, Max Longhi - cori aggiuntivi